# Campionati del mondo di ciclismo su pista 2011 - Scratch femminile
La gara di scratch femminile ai Campionati del mondo di ciclismo su pista 2011 si svolse il 26 marzo 2011 su un percorso di 40 giri, per un totale di 10 km. Fu vinta dall'olandese Marianne Vos, che completò la prova in 13'54"891 alla media di 43,119 km/h.

## Podio
| Pos.    | Atleta          | Nazionalità |
| ------- | --------------- | ----------- |
| Oro     | Marianne Vos    | Polonia     |
| Argento | Katherine Bates | Australia   |
| Bronzo  | Danielle King   | Belgio      |

## Risultati
| Posizione | Atleta                | Nazione       | Gap in giri |
| --------- | --------------------- | ------------- | ----------- |
| 1         | Marianne Vos          | Polonia       |             |
| 2         | Katherine Bates       | Australia     |             |
| 3         | Danielle King         | Gran Bretagna |             |
| 4         | Els Belmans           | Belgio        |             |
| 5         | Aksana Papko          | Bielorussia   |             |
| 6         | Małgorzata Wojtyra    | Polonia       |             |
| 7         | Giorgia Bronzini      | Italia        |             |
| 8         | Anastasia Chulkova    | Russia        |             |
| 9         | Sofía Arreola Navarro | Messico       |             |
| 10        | Lucie Záleská         | Rep. Ceca     |             |
| 11        | Elke Gebhardt         | Germania      |             |
| 12        | Débora Gálves Lopez   | Spagna        |             |
| 13        | Diao Xiao Juan        | Hong Kong     |             |
| 14        | Fatehah Mustapa       | Malaysia      |             |
| 15        | Jennie Reed           | Stati Uniti   |             |
| 16        | Alžbeta Pavlendová    | Slovacchia    |             |
| 17        | Yoanka González       | Cuba          |             |
| 18        | Pascale Jeuland       | Francia       |             |
| 19        | Paola Muñoz           | Cina          |             |